# Helictotrichon schmidii
Helictotrichon schmidii är en gräsart som först beskrevs av Joseph Dalton Hooker, och fick sitt nu gällande namn av Johannes Jan Theodoor Henrard. Helictotrichon schmidii ingår i släktet Helictotrichon och familjen gräs. Inga underarter finns listade i Catalogue of Life.